# هوندو (نیومکزیکو)
هوندو (به انگلیسی: Hondo) یک منطقهٔ مسکونی در ایالات متحده آمریکا است که در شهرستان لینکلن، نیومکزیکو واقع شده‌است. هوندو ۱٬۰۸۱ نفر جمعیت دارد و ۱٬۵۹۴٫۱۲ متر بالاتر از سطح دریا واقع شده‌است.